# Picramnia bullata
Picramnia bullata е вид растение от семейство Picramniaceae. Видът е световно застрашен, със статут Уязвим.

## Разпространение
Разпространен е в Перу.